# Diapedéza

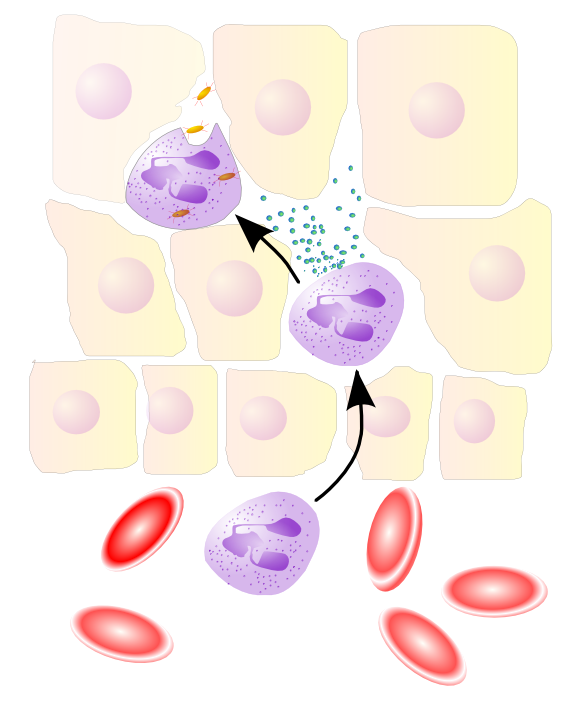
Průnik neutrofilu do tkáně: ukázka diapedézy v praxi

Diapedéza (též extravazace nebo transepiteliální migrace) je schopnost bílých krvinek (leukocytů) procházet cévní stěnou kapilár a vstoupit do tkání obklopené krevními cévami. Tento proces je významný pro vrozenou i adaptivní imunitu protože díky němu mohou imunitní buňky pronikat do míst, kde vzniká zánět např. z důvodu infekce patogenem. I z toho důvodu je proces migrace leukocytů velmi přísně kontrolován. 
Diapedézy v klasickém slova smyslu jsou schopné zejména neutrofilní granulocyty a monocyty, ačkoliv podobný proces probíhá i u lymfocytů při jejich migraci mezi tkáněmi, zejména pak při tzv. homingu lymfocytů do lymfatických orgánů.

## Průběh
Průběh diapedézy lze rozdělit do několika základních kroků
1. chemoatrakce
2. adheze a rolování
3. pevné navázání
4. transmigrace

### Chemoatrakce
Buňky endotelu (endotel) cév za normální okolností nevystavují na svém povrchu mnoho adhezivních molekul. V případě akutní infekce okolní tkáně, buňky endotelu vystaví na svém povrchu selektiny typu P a E a buněčné adhezivní molekuly (CAM) . Signálem pro vystavení těchto adhezivních molekul na povrch jsou prozánětlivé mediátory nacházající se v napadené inervované tkáni. Jsou jimi fragmenty komplementu (C5a), histaminu, leukotrien B4, TNF-α, LPS, chemokiny a další molekuly signalizující infekci. Tyto signální mediátory sekretují rezidentní imunitní buňky v napadené tkáni, žírné buňky, dendritické buňky a rezidentní makrofágy, které rozpoznaly přítomnost patogenu pomocí patogen asociovaných molekulárních vzorů (PAMP) . 
Změna povrchu endoteliálních buněk vlásečnice je přímou odpovědí na zánět v tkáni a díky ní jsou cirkulující bílé krvinky schopny rozpoznat místo, ve kterém mají vystoupit z krevního oběhu do napadené tkáně. Důležitou roli v počátku diapedézy má zřejmě i vazodilatace (rozšíření cév). Díky ní se snižuje rychlost toku krve v kapiláře a bílé krvinky se snadněji dostanou do kontaktu se stěnou  vlásečnic. 

### Adheze a rolování
Bílé krvinky se dostávají do kontaktu se selektiny na endoteliálních buňkách, což způsobí, že se začnou rolovat po vnitřní stěně kapiláry a tím zpomalují. Zároveň rolující leukocyty vnímají chemokinový gradient na stěně vlásečnice tvořený navázanými chemokiny na mezibuněčnou hmotu (extracelulární matrix). Rozpoznání chemokinu chemokinovým receptorem na leukocytu přispívá k signalizaci a následnému vystavení integrinů na povrch leukocytu. Nově vystavené integriny, např. LFA-1, VLA-4 nebo MAC-1, jsou v nízkoaffiní formě a slabě interagují s adhezivními molekulami jako je ICAM-1 nebo VCAM-1 na endoteliálních buňkách .
Různé imunitní buňky jsou vybavené různými integriny, což společně s přítomnou kombinací adhezivních molekul na endotelu limituje typy leukocytů, které dokáží do dané tkáně vstoupit  .

### Pevné navázaní
Integriny na leukocytech změní svou konformaci na vysokoaffiní což způsobí, že se leukocyty přestanou rolovat a pevně přilnou k endotelu. 
Nejnovější studie představují koncept určitého plazení leukocytů po stěně vlásečnice, které by mělo následovat po pevném navázání a jeho cílem je naleznutí vhodného konkrétního místa pro následnou transmigraci. Ovšem specifický mechanismus tohoto procesu není plně objasněn.

### Transmigrace
Následně za pomoci integrinů a adhezivních molekul jako např. PECAM1 proběhne vlastní diapedéza. Průnik bílé krvinky endotelem se děje nejčastěji paracelulární cestou, kdy leukocyt prochází mezi stěnami dvou endoteliálních buněk a překonává buněčné spoje mezi nimi. V málo četných případech dojde k průniku leukocytu transcelulární cestou, tedy průchodu leukocytu skrz samotnou endoteliální buňku. Následně leukocyt musí ještě překonat bazální membránu pod endoteiálními buňkami.

## Klinický význam
Diapedéza a její regulace je ústředním procesem migrace leukocytů do tkání. Zkoumání jejích mechanismů je relevantní pro nádorovou biologii, transplantologii a farmakologii. Porozumění mechanismům transepiteliální migrace umožňuje vyvinout léčiva schopná znesnadňovat prostupu nádorových buněk do tkání a tvorbě metastáz nebo vyvinout léčbu mesenchymálními kmenovými buňkami které by byli injikovány systémově a přitom nebyly limitovány neschopností prostoupit endotelem cév z krevního oběhu. 

### Deficit adheze leukocytů 1
Je forma vzácné genetické poruchy charakterizovaná neschopností bílých krvinek zachytit se na endotel vlásečnice. Deficit je způsoben vrozenou poruchou integrinového řetězce β, který se nachází jak v LFA-1 tak v molekule MAC-1 . Lidé postižení tímto deficitem trpí častými opakovanými bakteriálními infekcemi a špatným hojením ran, kvůli nedostatečnému vstupu bílých krvinek do tkání. 